# Севрюк Павло Сергійович
Павло́ Сергі́йович Севрю́к — старший лейтенант Збройних сил України, учасник російсько-української війни, що відзначився у ході російського вторгнення в Україну. Герой України (2025).

## Нагороди
- Звання Герой України з врученням ордена «Золота Зірка» (27 червня 2025) — за особисту мужність і героїзм, виявлені у захисті державного суверенітету та територіальної цілісності України, самовіддане служіння Українському народові[1].